# Grass Valley (Oregon)
Grass Valley – miasto w Stanach Zjednoczonych, w stanie Oregon, w hrabstwie Sherman.